# Burrton (Kansas)
Burrton – miasto w Stanach Zjednoczonych, w stanie Kansas, w hrabstwie Harvey.